# Distribució khi quadrat no central
En Teoria de la Probabilitat i Estadística, la distribució khi quadrat no central (o distribució {\displaystyle \chi ^{2}} no central) és una generalització de la distribució khi quadrat incorporant un paràmetre que s'anomena de no centrament. Sovint sorgeix en l'anàlisi de potència de contrast d'hipòtesis estadístiques en què la distribució nul·la és (potser asimtòticament) una distribució khi quadrat; exemples importants d'aquestes proves són les prova de raó de versemblança.

## Definicions
Com el cas de la distribució {\displaystyle \chi ^{2}}ordinària començarem pel cas que el nombre de graus de llibertat sigui un nombre enter positiu i després, mitjançant la funció de densitat ho estendrem a qualsevol nombre de graus de llibertat {\displaystyle k>0} .Siguin {\displaystyle X_{1},\dots ,X_{k}} variables aleatòries independents, distribuïdes normalment amb mitjanes {\displaystyle \mu _{1},\dots ,\mu _{k}} respectivament i totes amb variància 1: {\displaystyle X_{j}\sim N(\mu _{j},1),\ j=1,\dots ,k}. Aleshores es diu que la variable aleatòria
{\displaystyle J=\sum _{i=1}^{k}X_{i}^{2}}
té una distribució khi-quadrat no central amb {\displaystyle k} graus de llibertat i paràmetre de no centralitat {\displaystyle \lambda =\sum _{i=1}^{k}\mu _{i}^{2}.} S'escriu {\displaystyle J\sim \chi _{k}^{2}(\lambda )}. Si {\displaystyle \lambda =0} , aleshores {\displaystyle J} té una distribució {\displaystyle \chi ^{2}} ordinària amb {\displaystyle k} graus de llibertat: {\displaystyle X\sim \chi _{k}^{2}} .

Equivalentment, es pot definir la distribució {\displaystyle \chi _{k}^{2}(\lambda )} com la distribució de la suma {\displaystyle (Z_{1}+\mu _{1})^{2}+\cdots +(Z_{k}+\mu _{k})^{2},}on {\displaystyle Z_{1},\dots ,Z_{k}} són variables aleatòries independents, totes amb distribució normal estàndard {\displaystyle {\mathcal {N}}(0,1)} .

Nota: Algunes referències defineixen el paràmetre de no centralitat d'altres maneres, com la meitat de la suma {\displaystyle \sum _{i=1}^{k}\mu _{i}^{2}} o la seva arrel quadrada.

## Funció de densitat
La funció de densitat de probabilitat (pdf) ve donada per
{\displaystyle f_{J}(x;k,\lambda )=\sum _{j=0}^{\infty }{\frac {e^{-\lambda /2}(\lambda /2)^{j}}{j!}}f_{Y_{k+2j}}(x),\quad x>0,\quad (*)}
on {\displaystyle Y_{q}} es distribueix com una {\displaystyle \chi ^{2}}amb {\displaystyle q} graus de llibertat, {\displaystyle Y_{q}\sim \chi _{q}^{2}} i {\displaystyle f_{Y_{q}}(x)} és l seva funció de densitat: {\displaystyle f_{Y_{q}}(x)={\frac {x^{q/2-1}\,e^{-x/2}}{2^{q/2}\,\Gamma (q/2)}},\quad x>0,}on {\displaystyle \Gamma (u)} és la funció gamma d'Euler.
És a dir, la distribució {\displaystyle \chi _{k}^{2}(\lambda )} és una mixtura de distribucions {\displaystyle \chi _{k+2j}^{2},\ j=0,1,2,\dots } , amb pesos donats per una distribució de Poisson de paràmetre {\displaystyle \lambda /2} .

### Expressió alternativa de la funció de densitat
La funció de densitat també es pot escriure 
{\displaystyle f_{J}(x)={\frac {1}{2}}\,e^{-(x+\lambda )/2}{\Big (}{\frac {x}{\lambda }}{\Big )}^{k/4-1/2}\,I_{k/2-1}({\sqrt {\lambda x}}),\quad x>0,}on {\displaystyle I_{\alpha }(y)} és la funció de Bessel modificada de primer tipus, {\displaystyle I_{\alpha }(y)={\Big (}{\frac {y}{2}}{\Big )}^{\alpha }\sum _{j=0}^{\infty }{\frac {(y^{2}/4)^{j}}{j!\,\Gamma (\alpha +j+1)}}.}

### Extensió a un nombre de graus de llibertat no enter
La funció (*) està ben definida i és una funció de densitat per a qualsevol {\displaystyle k>0} . Per tant, podem definir una variable {\displaystyle \chi _{k}^{2}(\delta )} amb {\displaystyle k>0} com aquella que té per funció de densitat (*). Naturalment, es perd la interpretació com al nombre de sumands independents.

## Moments, funció generatriu de moments i funció característica
Els moments es poden calcular utilitzant les propietats de les mixtures de distribucions. Sigui {\displaystyle J\sim \chi _{k}^{2}(\lambda )} i {\displaystyle Y_{q}\sim \chi ^{2}(q)}. Designem per {\displaystyle p_{j}} els pesos donats per una distribució de Poisson de paràmetre {\displaystyle \lambda /2}: {\displaystyle p_{j}=e^{-\lambda /2}\,{\frac {(\lambda /2)^{j}}{j!}},\ j=0,1,\dots }Aleshores, atès que una distribució khi-quadrat té moments de tots els ordres, tindrem que la distribució khi-quadrat no central també, i {\displaystyle E{\big [}J^{n}{\big ]}=\sum _{j=0}^{\infty }p_{j}\,E{\big [}Y_{k+2j}^{n}{\big ]}.}Per exemple, per a {\displaystyle n=1}, {\displaystyle E[Y_{q}]=q} i llavors {\displaystyle E[J]=\sum _{j=0}^{\infty }p_{j}(k+2j)=k\sum _{j=0}^{\infty }p_{j}+2\sum _{j=0}^{\infty }jp_{j}=k+2\,{\frac {\lambda }{2}}=k+\lambda .}De manera anàloga, es calcula {\displaystyle E[J^{2}]=(k+\lambda )^{2}+2(k+2\lambda ),}d'on {\displaystyle {\text{Var}}(J)=2(k+2\lambda ).}
La funció generatriu de moments també es pot calcular de la mateixa forma: Designem per {\displaystyle M_{Y}} la funció generatriu de moments d'una variable aleatòria {\displaystyle Y}, {\displaystyle M_{Y}(t)=E[e^{tY}].} Si {\displaystyle Y_{q}\sim \chi ^{2}(q)}, {\displaystyle M_{Y_{q}}(t)={\frac {1}{(1-2t)^{q/2}}},\ t\in (-\infty ,1/2).}Llavors, per a {\displaystyle t\in (-\infty ,1/2)},{\displaystyle M_{J}(t)=\sum _{j=0}^{\infty }p_{j}\,M_{k+2j}(t)=e^{-\lambda /2}\sum _{j=0}^{\infty }{\frac {(\lambda /2)^{j}}{j!}}\,{\frac {1}{(1-2t)^{k/2+j}}}={\frac {e^{-\lambda /2}}{(1-2t)^{k/2}}}\,\sum _{j=0}^{\infty }{\frac {1}{j!}}\,{\bigg (}{\frac {\lambda }{2(1-2t)}}{\bigg )}^{j}={\frac {e^{\lambda t/(1-2t)}}{(1-2t)^{k/2}}}.}Anàlogament, la funció característica dona {\displaystyle \varphi _{J}(t)={\frac {e^{i\lambda t/(1-2it)}}{(1-2it)^{k/2}}}.}

## Una propietat de les formes quadràtiques en variables normals
Aquesta propietat, que té interès per ella mateixa, és el fonament de la utilització de la distribució {\displaystyle \chi _{k}^{2}(\lambda )} en l'estudi de la potència d'un test sobre la mitjana d'una població normal multivariable, segon veurem en un exemple.
Propietat. Considerem un vector aleatori normal multivariable {\displaystyle {\boldsymbol {X}}\sim {\mathcal {N}}_{k}({\boldsymbol {\mu }},{\boldsymbol {\Sigma }})} amb {\displaystyle {\text{det}}({\boldsymbol {\Sigma }})>0}. Aleshores:
1. {\displaystyle {\boldsymbol {(X-\mu )'\Sigma ^{-1}(X-\mu )}}\sim \chi _{k}^{2}}.
2. {\displaystyle {\boldsymbol {X'\Sigma ^{-1}X}}\sim \chi _{k}^{2}(\lambda )}, amb {\displaystyle \lambda ={\boldsymbol {\mu '\Sigma ^{-1}\mu }}}.

Exemple. Muirhead. Considerem un contrast d'hipòtesis sobre la mitjana d'una població normal multivariable amb matriu de variàncies-covariàncies coneguda. Sigui {\displaystyle {\boldsymbol {X}}_{1},\dots ,{\boldsymbol {X}}_{n}} una mostra d'una distribució {\displaystyle {\mathcal {N}}_{k}({\boldsymbol {\mu }},{\boldsymbol {\Sigma }})}. Llavors {\displaystyle {\overline {\boldsymbol {X}}}={\frac {1}{n}}\sum _{i=1}^{n}{\boldsymbol {X}}_{i}\sim {\mathcal {N}}_{k}({\boldsymbol {\mu }},\,{\frac {1}{n}}{\boldsymbol {\Sigma }}).}Fixem {\displaystyle {\boldsymbol {\mu }}_{0}\in \mathbb {R} ^{k}}. Anem a fer el contrast {\displaystyle {\text{H}}_{0}:\ {\boldsymbol {\mu }}={\boldsymbol {\mu }}_{0}\quad {\text{contra}}\quad {\text{H}}_{1}:\ {\boldsymbol {\mu }}\neq {\boldsymbol {\mu }}_{0}.}Com a estadístic de contrast utilitzarem {\displaystyle W={\boldsymbol {(X-\mu _{0})'\Sigma ^{-1}(X-\mu _{0})}}.}Fixem un nivell de significació del test {\displaystyle \alpha .} Atès que, per la primera part de la propietat anterior, sota {\displaystyle {\text{H}}_{0}} , {\displaystyle W\sim \chi _{k}^{2}} , rebutjarem {\displaystyle {\text{H}}_{0}} si {\displaystyle W>C_{\alpha },}on {\displaystyle C_{\alpha }} és el nombre tal que {\displaystyle P(\chi _{k}^{2}>C_{\alpha })=\alpha .}Si {\displaystyle {\text{H}}_{0}} no és veritat, {\displaystyle {\overline {\boldsymbol {X}}}-{\boldsymbol {\mu }}_{0}\sim {\mathcal {N}}_{k}({\boldsymbol {\mu }}-{\boldsymbol {\mu }}_{0},\,{\frac {1}{n}}{\boldsymbol {\Sigma }}).}Per tant, per la segona part de la propietat anterior, {\displaystyle W\sim \chi _{k}^{2}(\lambda ),\quad {\text{amb}}\quad \lambda =n({\boldsymbol {\mu }}-{\boldsymbol {\mu }}_{0})'{\boldsymbol {\Sigma }}^{-1}({\boldsymbol {\mu }}-{\boldsymbol {\mu }}_{0}).}Per tant, la potència del test és funció de {\displaystyle \lambda }: {\displaystyle \beta (\lambda )=P_{\lambda }(W>C)=P{\big (}\chi _{k}^{2}(\lambda )>C_{\alpha }{\big )}.}

## Ocurrència i aplicacions
Es poden obtenir intervals de tolerància de regressió normal a dues cares basant-se en la distribució khi quadrat no central. Això permet calcular un interval estadístic dins del qual, amb un cert nivell de confiança, es troba una proporció especificada d'una població mostrada.